# 土佐維新歴史文化道
土佐維新歴史文化道（とさいしんれきしぶんかどう）は、四国歴史文化道に指定されている高知県の観光モデル地域。高知市と南国市と香美市と安芸市といの町と日高村と佐川町と須崎市と津野町と檮原町が対象。テーマは「明治維新の人物群を結ぶ道」。

## 名所
| 名所                        | 位置                     | 語り部                                    | 語り部案内料                     | 備考 |
| --------------------------- | ------------------------ | ----------------------------------------- | -------------------------------- | --- |
| 坂本龍馬生誕地              | 高知市上町2-6-33         |                                           |                                  | 坂本龍馬生誕地には碑があり、近くには龍馬の生まれたまち記念館がある。                                             |
| 坂本龍馬記念館              | 高知市浦戸城山830        |                                           |                                  | 龍馬の業績と波乱に富んだ人生を、映像やパネルなどで紹介龍馬の手紙など歴史資料も展示。                             |
| 桂浜（坂本龍馬像）          | 高知市浦戸 桂浜公園内    | NPO法人土佐観光ガイドボランティア協会会員 | 無料、ただし観光業者のツアー有料 | 高知県の青年達が中心となり募金を募り1928年に建立された龍馬の銅像があります。                                     |
| 武市半平太旧宅および墓      | 高知市仁井田3021         |                                           |                                  | 土佐勤皇党盟主。                                                                                                 |
| 高知城                      | 高知市丸ノ内1-2-1        | NPO法人土佐観光ガイドボランティア協会会員 | 無料、ただし観光業者のツアー有料 | 土佐藩主山内家の居城。                                                                                           |
| 旧山内家下屋敷長屋          | 高知市鷹匠町1-3-35       |                                           |                                  | 藩主であった山内家の別邸。                                                                                       |
| 土佐山内家宝物資料館        | 高知市鷹匠町2-4-26       | 資料館学芸員                              |                                  | 山内家ゆかりの美術品、古文書を展示している資料館。                                                               |
| 日曜市                      | 高知市追手筋             | NPO法人土佐観光ガイドボランティア協会会員 | 無料、ただし観光業者のツアー有料 | 高知城の追手門から東に1.3キロほど続く追手筋で毎週日曜日に開催される市。約300年の歴史がある。                     |
| 立志社の門（開成門）        | 高知市城北町（小津高校） |                                           |                                  | 1866年土佐藩が富国強兵、殖産興業の目的をもって九反田の地に建てた開成館の表門。                                   |
| 高知市立自由民権記念館      | 高知市桟橋通り4-14-3     | 記念館職員                                |                                  | 板垣退助や中江兆民らに関する資料など土佐の自由民権運動を紹介しています。                                         |
| 竹林寺                      | 高知市五台山3577         |                                           |                                  | 四国霊場八十八ケ所第31番札所。よさこい節で唄われた僧純信がいた寺としても有名。                                   |
| 高知県立歴史民俗資料館      | 南国市岡豊町八幡1099-1   | 資料館職員                                |                                  | 戦国の雄長宗我部氏の本拠地岡豊城跡にある資料館。明治維新や自由民権運動など高知に関する歴史資料も展示されている。 |
| 中岡慎太郎宅跡 中岡慎太郎館 | 北川村柏木140            |                                           |                                  | 龍馬の盟友で薩長同盟に尽力                                                                                       |
| 小村神社                    | 日高村下分1794           |                                           |                                  | 国宝の金銅荘環頭大刀拵・大刀身があります                                                                         |
| 青山文庫                    | 佐川町甲1435-1           |                                           |                                  | 地元出身の田中光顕が寄贈した龍馬をはじめ幕末の志士たちの遺墨が展示されています。                                 |
| 土佐藩砲台跡                | 須崎市中町2丁目          |                                           |                                  | 幕末に土佐藩が築いた砲台跡                                                                                       |
| 吉村虎太郎宅跡              | 高岡郡津野町芳生野甲     |                                           |                                  | 天誅組の中心的な志士。                                                                                           |
| 檮原街道                    | 高岡郡檮原町             |                                           |                                  | 伊予に通じる峠道があり、幕末には坂本龍馬や澤村惣之丞をはじめ多くの志士たちが脱藩するさいにとおりました。         |
| 梼原町立歴史民俗資料館      | 高岡郡檮原町1653-1       |                                           |                                  | 檮原の六志士や武市半平太の資料を展示しています。                                                                 |
| 野良時計                    | 安芸市土居               |                                           |                                  | 畠山住宅にある時計。                                                                                             |

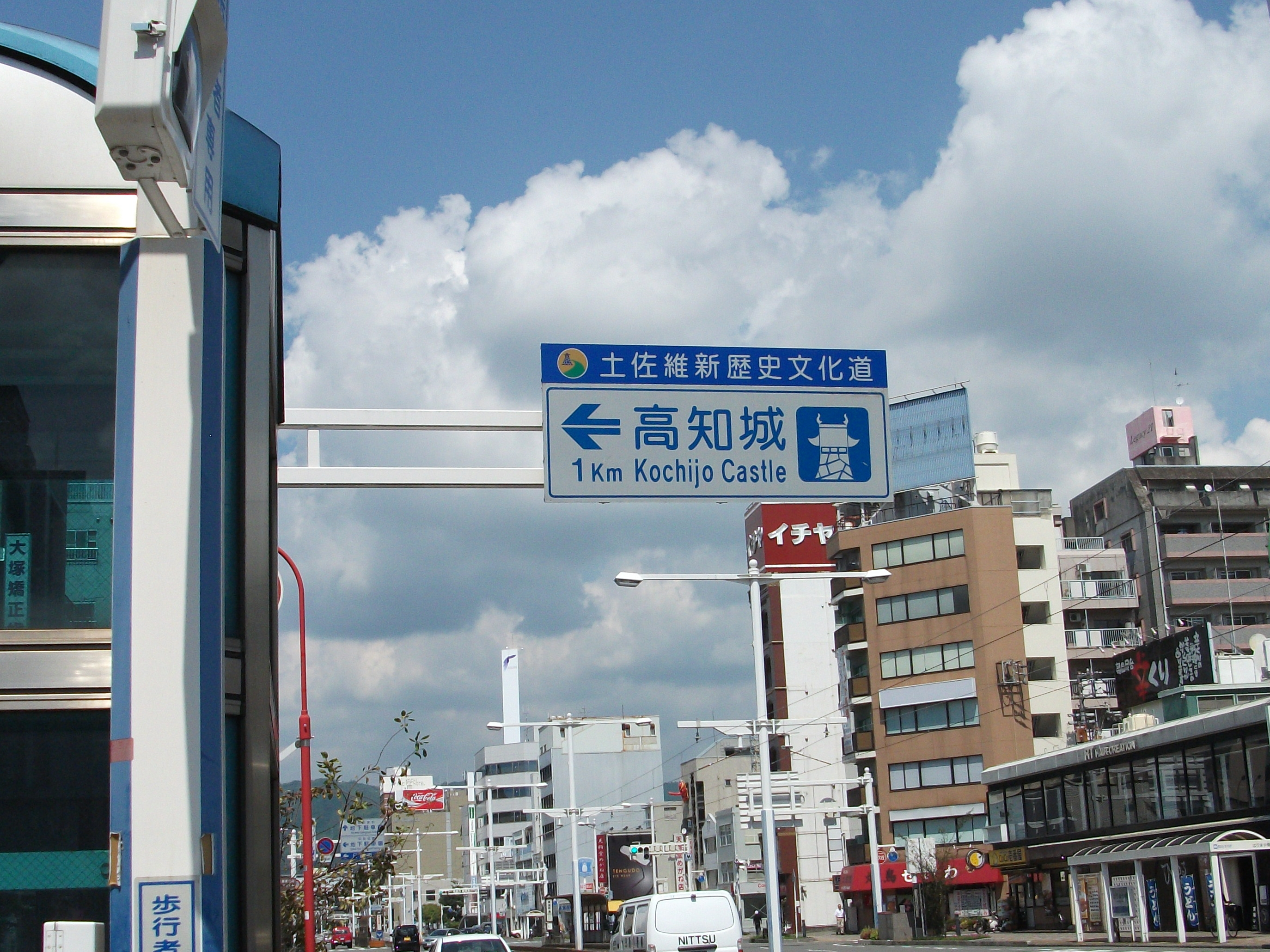
案内標識高知城 土佐維新歴史文化道
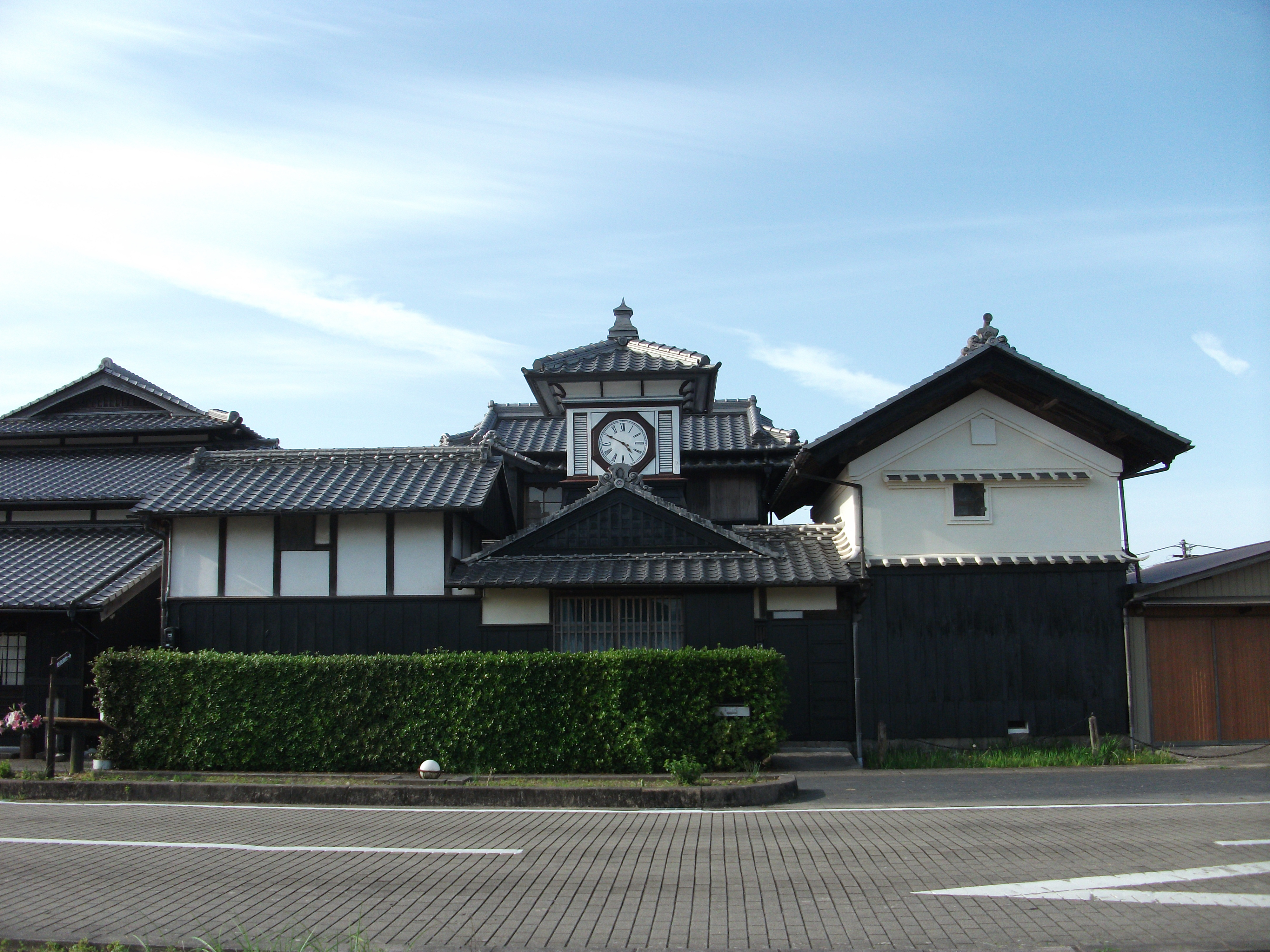
野良時計 土佐維新歴史文化道